# 1894 na televisão

## Nascimentos
| Data            | Nome            | Profissão                                          | Nacionalidade  | Observações | Ref   |
| --------------- | --------------- | -------------------------------------------------- | -------------- | ----------- | ----- |
| 8 de fevereiro  | King Vidor      | cineasta                                           | Estados Unidos | m. 1982     | [ 1 ] |
| 14 de fevereiro | Jack Benny      | comediante, ator de Vaudeville                     | Estados Unidos | m. 1974     | [ 2 ] |
| 16 de junho     | Norman Kerry    | ator                                               | Estados Unidos | m. 1956     | [ 3 ] |
| 23 de julho     | Arthur Treacher | ator                                               | Reino Unido    | m. 1975     | [ 4 ] |
| 12 de setembro  | Billy Gilbert   | ator e comediante                                  | Estados Unidos | m. 1971     | [ 5 ] |
| 15 de setembro  | Jean Renoir     | ator, cineasta, escritor, argumentista e encenador | França         | m. 1979     | [ 6 ] |
| 17 de dezembro  | David Butler    | cineasta                                           | Estados Unidos | m. 1979     | [ 7 ] |

## Mortes
| Data | Nome | Profissão | Nacionalidade | Observações | Ref |
| ---- | ---- | --------- | ------------- | ----------- | --- |